# Луций Юлий Либон
Луций Юлий Либон (на латински: Lucius Iulius Libo) e политик на Римската република малко преди Първата пуническа война.
През 267 пр.н.е. той е избран за консул заедно с Марк Атилий Регул. За успехите им против салентините двамата получават триумф на 23 януари 266 пр.н.е.
Той е баща на Луций Юлий Либон Млади и дядо на Нумерий Юлий Цезар, който е дядо на Секст Юлий Цезар.